# 박철쇼
박철쇼는 경기방송에서 방송했던 라디오 방송 프로그램이다. 2014년 4월 경기방송 개편으로 기존 반승원 부장이 진행하던 "해피타임" 평일 방송이 폐지되고 신설했던 프로그램이다.
청취자들의 사연과 신청곡으로 진행된다.
프로그램 진행자인 탤런트 박철은 2014년 4월 개편 전, 박철의 라디오 카페를 진행한 적이 있었는데 박철쇼는 개편 전에 방송됐던 박철의 라디오 카페의 후속작이라 할 수 있다.
이후 2018년 11월 23일 방송을 마지막으로 폐지되었다.

## DJ
- 박철(탤런트)